# Chapelle-Erbrée
Chapelle-Erbrée é uma comuna francesa na região administrativa da Bretanha, no departamento Ille-et-Vilaine. Estende-se por uma área de 11,92 km². Em 2010 a comuna tinha 717 habitantes (densidade: 60,2 hab./km²).